# SF9
Az SF9 (에스에프나인) egy dél-koreai együttes, akik az FNC Ent. alatt vannak. Nevük a Sensational Feeling 9-ból tevődik össze. Debütáló kislemezük, a "Feeling Sensation" 2016. október 5-én jelent meg, melyet a "Fanfare (팡파레)" dallal promotáltak.
Rajongóikat "FANTASY"- knek hívják.
Debütálásuk előtt
2015. december 11-én láthattuk először a tagokat, amikor még 11 tagból állt a csapat és épp fellépni indultak Japánba. Egy napra rá megjelentek az első teaser fotók a "Neoz School" gyakornoki rendszere alatt álló tagokról, de ekkor már csak 9 tagot mutattak be. 2016 májusában részt vettek az FNC által rendezett túlélő showban, ahol Neoz Dance Team néven mutatkoztak be. A fiúk a táncra összpontosítanak, míg ellenfelük, a Neoz Band egy hangszeres együttes volt. A versenyt végül saját dalukkal, a "K.O"-val nyerték meg. Győzelmük eredményeként még az évben debütálhattak. Augusztus 21-én az FNC Ent. bejelentette, hogy a Neoz Dance Team SF9-ként fog debütálni. Egy hétre rá megtartották az első fantalálkozójukat "Surprise Festival 9" néven, ahol 99 rajongó volt jelen. Később, szeptember 25-én újabb rajongói találkozót szerveztek, ekkor már 333 rajongóval. Ugyanezen a napon az SF9 bejelentette debütálásuk dátumát.
Debütálás és az első visszatérés (2016– )
A csapat 2016. október 5-én debütált "Feeling Sensation" kislemezével. Ugyanezen a napon megjelent  első videóklipjük is, amelyet koreai időszámítás szerint délelőtt 10 órakor tettek közzé. Következő visszatérésükre 2016. december 21-én került sor, mikor megjelent "So Beautiful (너와 함께라면)" digitális kislemezük. 2017. január 12-én, a fiúk debütálásuk utáni 100. napon jelentették be a hivatalos rajongói nevüket, mely a Fantasy lett. A nevet egy szavazás keretein belül választhatták ki a rajongók. Egy rövid pihenőt követve, 2017 februárjában érkezett a bejelentés, mely szerint a fiúk ismét visszatérnek. Koreai idő szerint, 2017. február 6-án jelent meg első minialbumuk, a "Burning Sensation", melyet "ROAR (부르릉)" dalukkal promotáltak. Az ehhez készült klip magyar idő szerint február 5-én került fel. 2017 áprilisában újabb teaser fotók jelentek meg a fiúk második, "Breaking Sensation" minialbumához.

## Tagok
YoungBin
YoungBin, (hangul:영빈) születési nevén Kim YoungBin (hangul: 김영빈) 1993 november 23-án született Dél-Koreában. Az együttesben ő a leader, a főrapper és táncos is.